# Station Roumazières-Loubert
Station Roumazières-Loubert is een spoorwegstation in de Franse gemeente Roumazières-Loubert.